# 洪曉敬
洪曉敬（英語：Denise Hung Hiu-king），現任律政司司長政治助理，曾任公務員事務局高級經理（傳訊與協作）以及在政府新聞處工作。

## 簡歷
洪曉敬曾服務不同傳媒機構和企業，以及在政府新聞處及公務員事務局工作，她持有香港浸會大學傳理學社會科學學士學位，以及香港中文大學文化管理文學碩士學位。